# Rumex rupestris
Espèce
Synonymes
- Rumex conglomeratus subsp. rupestris (Le Gall) Bonnier & Layens, 1894[1]

Statut de conservation UICN

 VU  : Vulnérable
Rumex rupestris, l'Oseille des rochers, Rumex des rochers ou Patience des rochers, est une espèce de plantes à fleurs de la famille des Polygonacées et du genre Rumex.

## Description

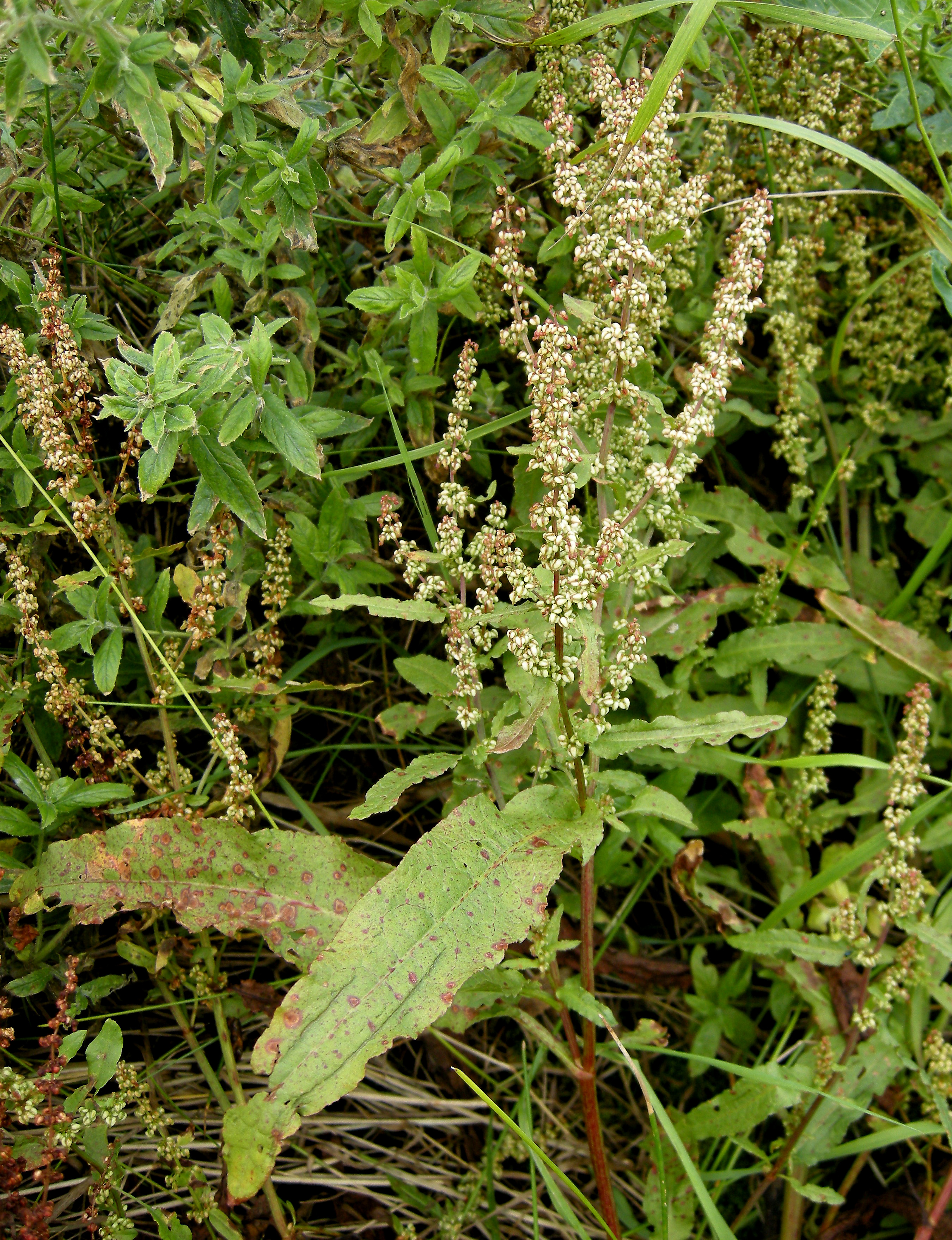
Aspect général de l'Oseille des rochers.

### Appareil végétatif
C'est une plante herbacée vivace glabre pouvant atteindre 80 cm de hauteur à tige dressée, à courts rameaux rapprochés en panicule pyramidale au sommet. Les feuilles sont d’un  vert  glauque, entières et épaisses ; les basales pétiolées à limbe allongé et étroit, atténuées aux extrémités ; les caulinaires plus étroites et sessiles.

### Appareil reproducteur
Les fleurs sont pédicellées, disposées en verticilles, dépourvues de feuilles à l’exception de la base de la tige florifère. Le périanthe est herbacé, divisé en six tépales, dont les trois intérieurs sont plus grands et appliqués sur le fruit. Les fruits sont des akènes trigones à valves fructifères (0,40 cm de long) entières, lancéolées-aiguës et portant toutes un granule ovoïde couvrant la longueur de la valve.

### Confusions possibles
Le Rumex  crépu (Rumex  crispus L.) cohabite avec l’Oseille des rochers dans certains sites. Il s’en distingue par un limbe foliaire plus verdâtre et crispé et par des valves fructifères obtuses, à granules inégaux et dont généralement un seul est bien développé.

## Habitat
Elle est inféodée aux pans rocheux suintants des parties inférieures de falaises maritimes. 

## Répartition
L'espèce est endémique des côtes océaniques de l'Europe, présente au nord-ouest de l'Espagne, sur la façade atlantique de la France et au Sud-Ouest de l'Angleterre,,. En France, elle vit sur des rochers maritimes, de la Vendée jusqu’à la Manche. 

## Menaces
La Griffe de sorcière (Carpobrotus edulis), une plante invasive qui peut envahir les plages, constitue une menace pour Rumex rupestris, en Bretagne notamment.
Rumex rupestris fait partie des espèces végétales protégées sur l'ensemble du territoire français métropolitain.